# Bohumil Joska
Bohumil Joska (Praga, 4 luglio 1907 – 25 luglio 1979) è stato un calciatore cecoslovacco, di ruolo attaccante.

## Carriera

### Club
Nella stagione 1929-1930 contribuisce al successo dello Slavia Praga in campionato mettendo a segno 11 gol: è il quarto marcatore della squadra.

### Nazionale
Il 12 gennaio 1930 gioca la sua unica partita in Nazionale contro il Portogallo (1-0).

## Palmarès

### Club

#### Competizioni nazionali
- Campionato cecoslovacco: 1

Slavia Praga: 1929-1930